# Aktion Noteingang
Die Aktion Noteingang ist eine antirassistische Initiative, die auf Rassismus hinweist und Solidarität mit den Opfern rassistischer Angriffe einfordert. Dazu werden Geschäfte, Lokale und Institutionen angesprochen, mit dem Aufkleber der Aktion im Eingangsbereich deutlich zu machen, dass das Personal rassistische Verhaltensweisen nicht duldet und gegebenenfalls potentielle Opfer schützen wird.

## Entwicklung
Entstanden ist die Aktion Anfang der 1990er Jahre in Berlin als Reaktion auf zunehmende rassistische Übergriffe. Verschiedene antirassistische und antifaschistische Initiativen haben ausgehend von der kurzzeitig in Berlin bestehenden Gruppe von SOS Rassismus sich an entsprechende Einrichtungen gewandt und für den Aushang der Aufkleber geworben. 1995 haben Mitglieder der Berliner Jugend-Antifa „Edelweißpiraten“ die Aktion federführend übernommen. Zwei Jahre später wurden im Rahmen einer Umland-Kampagne auch Brandenburger Initiativen für dieses Vorgehen angesprochen.
Besonderen Anklang fand die Aktion 1998 bei Bernauer Jugendlichen. Anlässe beim Aufbau dieses Projektes waren eindeutig rassistisch motivierte Angriffe, bei denen unter anderem ein Gambier und ein Vietnamese am helllichten Tag in Bernau überfallen und verletzt wurden.
Aus diesen Ereignissen heraus entstand das Bedürfnis, auf die zunehmende Anzahl rassistisch motivierter Übergriffe aufmerksam zu machen, Solidarität mit den Betroffenen zu zeigen und eventuell eine Unterstützungsmöglichkeiten für Leidtragende zu schaffen.
Ansatzpunkt war, ein Handlungskonzept zu entwerfen, welches nachhaltig die Problematik rassistischer Angriffe thematisiert.
Die Aktion soll eine breite öffentliche Diskussion innerhalb der Gesellschaft und das Aufzeigen von konkreten Handlungsmöglichkeiten gegen den rechten Mainstream ermöglichen.
Inzwischen gibt es bundesweit Initiativen, die die Aktion Noteingang fortsetzen – unter anderem in Sachsen und Nordrhein-Westfalen.  Unterstützt werden sie teilweise von Politikern – die sächsische Aktion in Mittweida hat beispielsweise Wolfgang Thierse als Schirmherren gewinnen können.
Dabei finden sich in der Regel breite Bündnisse antirassistischer Gruppierungen mit teils kirchlichem, politischem, gewerkschaftlichen oder undogmatischen Hintergrund.

## Funktionsweise
Im Rahmen des Projekts werden Ladenbesitzer, Gaststätten-, Tankstellenbetreiber, Filialleiter, Verantwortliche für Kultur-, Kirchen- und Sozialeinrichtungen und andere Institutionen angesprochen. Große Unterstützer des Projektes sind u. a. seit 2001 die Berliner Verkehrsbetriebe und mehrere Berliner Bezirksämter. Ihnen wird in einem Gespräch die „Aktion Noteingang“ vorgestellt, und sie erhalten eine schriftliche Erläuterung, die Aufkleber zur Aktion, eine Liste mit wichtigen Kontakttelefonnummern und -adressen, einen Fragebogen sowie Hinweise zu Verhaltensweisen bei direkter Gewalt.
Aufgrund der Vielzahl unterschiedlicher Gruppen, die die Aktion durchführen – in der Regel unabhängig voneinander –, gibt es sehr unterschiedliches Material. Der ursprüngliche Aufkleber war ein gelber Kreis mit dem Schriftzug „Aktion Noteingang“ beziehungsweise „Wir bieten Schutz vor rassistischen Übergriffen“. Später wurde er um einige Informationen ergänzt und hatte DIN A4-Format. Mit der Übernahme des Projekts außerhalb von Berlin entstanden neue Symbole, besonders dem gespiegelten Piktogramm des Notausgangs nachempfunden mit grünem oder rotem Hintergrund. Je nach Region wurden Kurzinformationen zur Aktion in verschiedenen Sprachen hinzugefügt.
Das Hauptaugenmerk liegt auf dem Aufkleber. Mittels der Aufkleber, die an den Eingangstüren der Läden und öffentlichen Gebäude angebracht werden, soll potentiell von rassistisch und faschistisch motivierter Gewalt Betroffenen öffentlich Schutz und Hilfe durch die Geschäftsleute und öffentlichen Träger signalisiert werden.
Im Falle eines Übergriffes sollte der oder dem Hilfesuchenden solange Schutz durch die Schaffung von Öffentlichkeit geboten werden, bis sich die Situation entschärft hat.

## Auszeichnungen
Der Bernauer Aktion Noteingang wurde im Jahr 2000 der Aachener Friedenspreis verliehen. 2007 erhielt die Initiative in Mittweida den Ernst Engelbrecht-Greve-Preis und den „Demokratiepreis“ der SPD-Fraktion im sächsischen Landtag. Dieselbe Gruppe wurde 2008 den Preis „Aktiv für Demokratie und Toleranz“ des Bundesinnenministeriums ausgezeichnet.

## Kritik
Kritisiert wird an der Aktion teilweise die politische Instrumentalisierung durch Parteien. Auch besteht das Problem, dass die Aufkleber gepflegt werden müssen, also regelmäßig und langfristig die Betreiber der aushängenden Räume über den Sinn der Aktion informiert werden müssen. Bei mehreren Internetauftritten von lokalen Initiativen wird deutlich, dass diese schon längere Zeit nicht mehr bestehen und entsprechend vermutlich die Aktion Noteingang vor Ort nicht mehr gepflegt wird.